# Tony Spinner

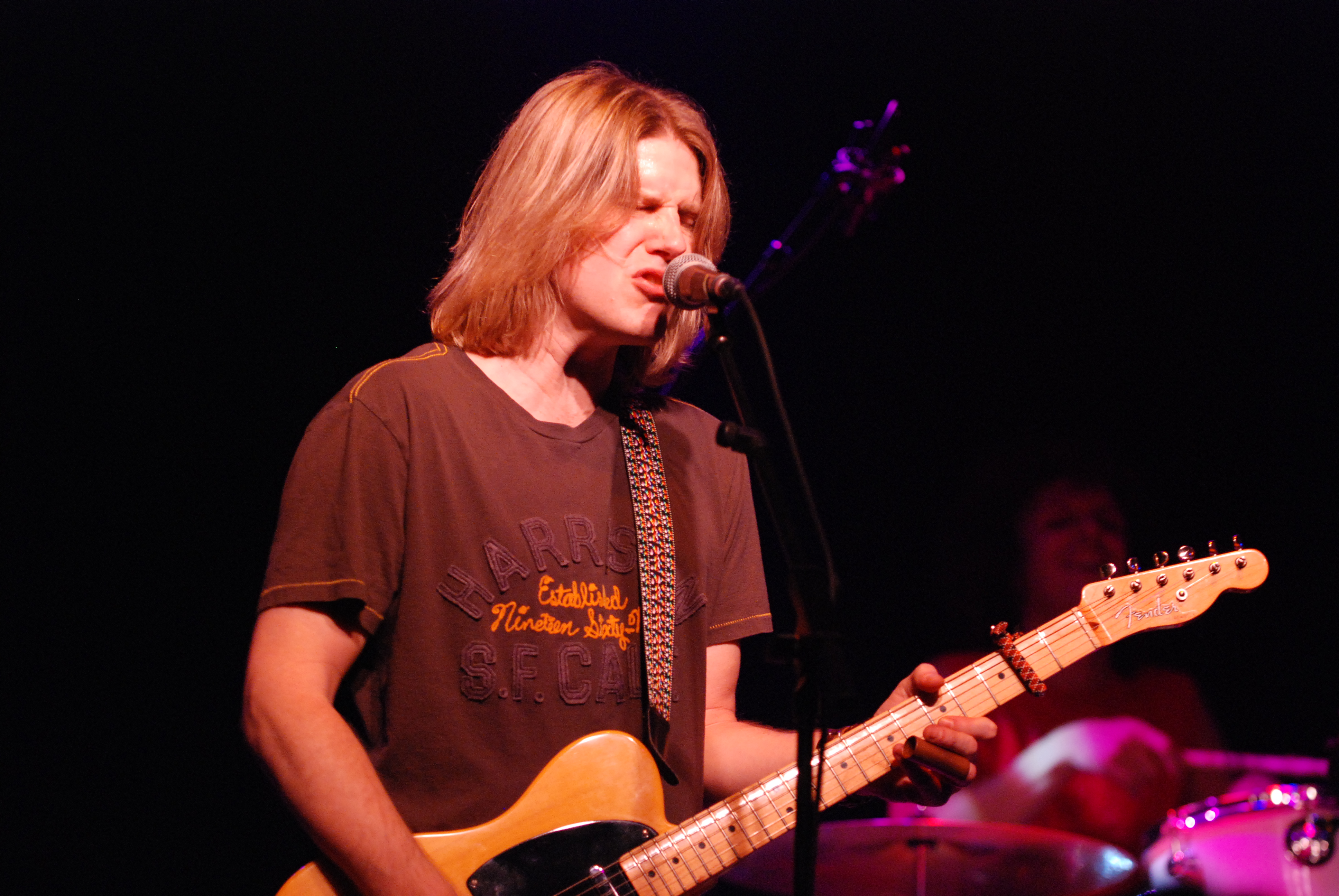
Tony Spinner

Tony Spinner (* 9. Juni 1963 in Cape Girardeau, Missouri) ist ein US-amerikanischer Gitarrist und Sänger.

## Karriere
Bereits als Kind war Spinner sehr an Musik interessiert. Mit acht Jahren nahm er erstmals Gitarren- und Klavierunterricht. Im Alter von 14 Jahren begann er ernsthaft Gitarre zu spielen, nachdem er Alvin Lee und Jimi Hendrix im Fernsehen gesehen hatte. Erste Auftritte in kleineren Konzerten hatte er bereits während seiner Zeit an der Highschool.
Sein erstes Soloalbum Saturn Blues veröffentlichte Spinner 1993. Zwei Jahre später folgte My ’64 und 1996 Crosstown Sessions. 1999 wurde ihm von der Rockband Toto angeboten, sie auf deren Mindfields-Tour zu begleiten. Dieses Angebot nahm Spinner an und war seitdem fester Bestandteil der Band auf Tour bis zu deren Auflösung 2008. Außerdem hat er auch an deren Alben Through The Looking Glass (2002) und Falling in Between (2006) mitgearbeitet. Spinner übernahm live sogar im Titel „Stop lovin' you“, den im Original Joseph Williams auf dem Album The Seventh One einsang, den Leadgesang.
Seit 2001 tourt Spinner mit der Tony Spinner Band durch Nordamerika und Europa. 2003 arbeitete er mit an dem Tribute-Album Voodoo Crossing – a tribute to Jimi Hendrix. Ein Jahr später schloss er die Arbeiten zu seinem vierten Album Chicks and Guitars ab und veröffentlichte die Platte.

## Diskografie
- 1993: Saturn Blues
- 1995: My ’64
- 1996: Crosstown Sessions
- 2003: Through The Looking Glass (Toto)
- 2003: Voodoo Crossing – a tribute to Jimi Hendrix
- 2004: Chicks And Guitars
- 2006: Falling In Between (Toto)
- 2008: Live in Europe
- 2009: Rollin´and Tumblin
- 2011: Down Town Home
- 2011: Rare Tracks
- 2013: Earth Music For Aliens